# 本禅寺
本禅寺（ほんぜんじ）は、京都市上京区にある法華宗陣門流の本山の寺院。山号は光了山。本尊は三宝尊。塔頭が三院（円龍院、詮量院、心城院）ある。

## 歴史
本禅寺は応永13年（1406年）、法華宗陣門流の門祖日陣によって四条堀川に創建された。日陣はもと本国寺に属したが、法兄の日伝との宗論の後、本国寺を離脱し独立した。天文5年（1536年）の法華一揆（天文法華の乱）の際は他の法華宗寺院とともに焼失し、堺に避難した。その後天文11年（1542年）に後奈良天皇は法華宗帰洛の綸旨を下し、堺に避難した寺々も京都に戻ったが、本禅寺はこれを2年ほどさかのぼる天文9年（1540年）に帰洛し、日覚が西陣桜井町に伽藍を再建（現・上京区智恵光院通今出川上る桜井町）、後に後奈良天皇の勅願寺となった。
寺は天正19年（1591年）に豊臣秀吉の命により、現在の地に移転した。江戸時代の宝永5年（1708年）の宝永の大火、及び天明8年（1788年）の天明の大火で寺は焼失したが、その都度再建されている。天保10年（1839年）には有栖川宮の祈願所となった。現存の伽藍は嘉永5年（1852年）に再建されたものである。
現在、境内はほぼ全域が月極駐車場となって貸し出されている。

## 境内
- 本堂 - 嘉永5年（1852年）再建。
- 庫裏

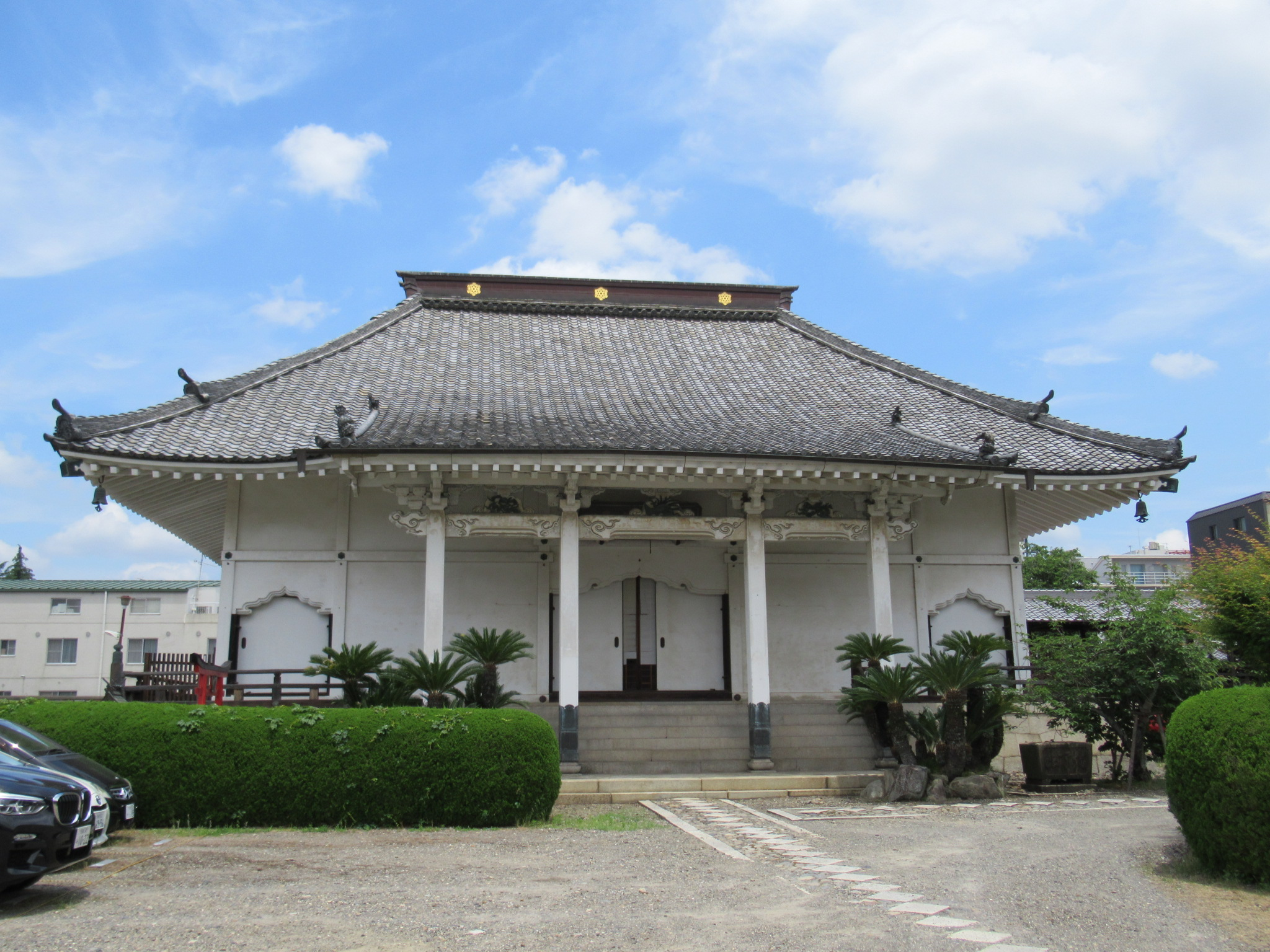
本堂

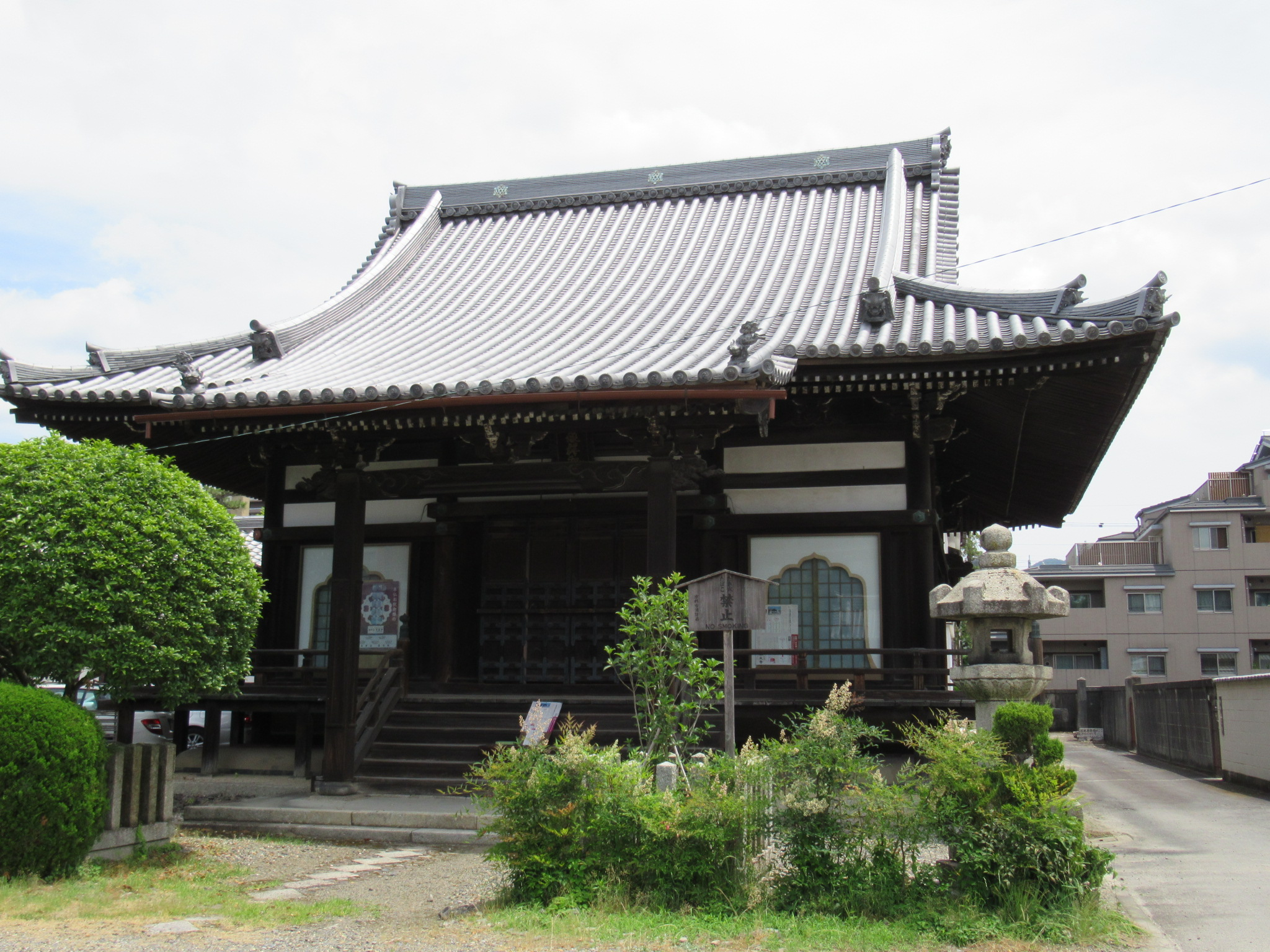
釈迦堂（立像堂）

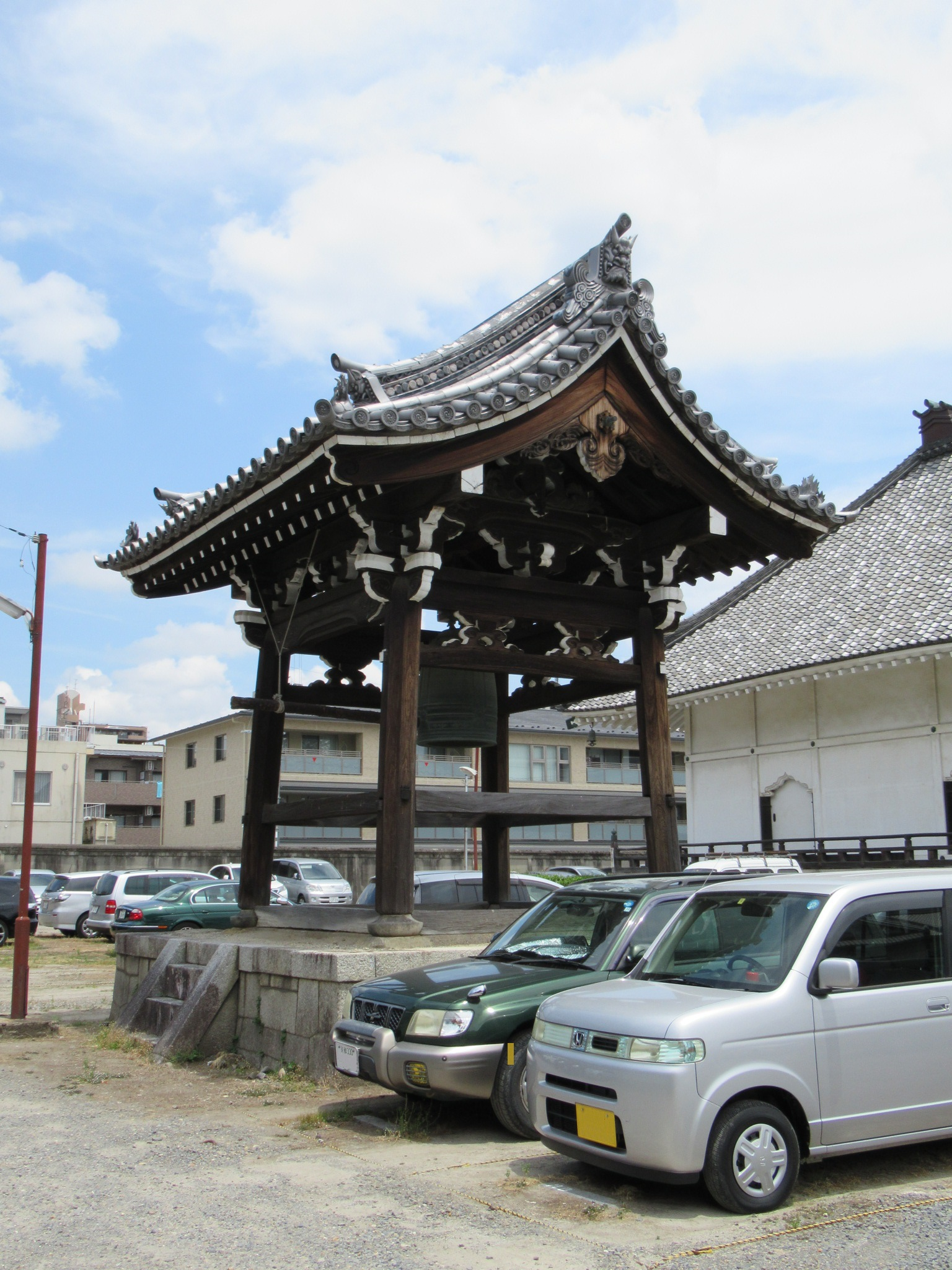
鐘楼

- 釈迦堂 - 日蓮の随身仏といわれる金銅釈迦如来立像（立像釈迦牟尼仏）を安置することから立像堂（りゅうぞうどう）ともいう。釈迦像は年2回､万人講（4月上旬）と御会式（おえしき）（10月13日）の時に開帳される｡
- 鐘楼 - 梵鐘は豊臣秀頼が鋳造し、生国魂神社に奉納したものであり、徳川家康が大坂の陣で陣鐘として用いたものと伝え、大久保忠教（彦左衛門）の奉納とされる[1]。
- 三十番神堂 - 鎮守社。
- 円龍院 - 塔頭。
- 詮量院 - 塔頭。
- 心城院 - 塔頭。
- 山門

### 墓所
墓地奥に江戸時代大名であった石川氏と大久保氏の墓所が並び、正面向かって左に石川氏７名・右に大久保氏9名の墓がある。
石川氏（向かって左より）
| 氏名       | 戒名                          | 生年                            | 没年（享年 数え年）                    | 備考（官制名） |
| ---------- | ----------------------------- | ------------------------------- | -------------------------------------- | --- |
| 石川憲之   | 方圓院殿日周尊儀              | 寛永11年4月1日（1634年4月28日） | 宝永4年7月11日（1707年8月8日）（74）   | （主殿頭）、石川忠総嫡孫、近江膳所藩主→伊勢亀山藩主→山城淀藩主                                                    |
| 石川昌能   | 登圓院殿日頂尊霊              | 万治元年（1658年）              | 天和2年4月25日（1682年6月1日）（25）   | （日向守）、石川憲之長男                                                                                          |
| 石川廉勝   | 寂智院殿日俊尊位              | 慶長9年（1604年）               | 慶安3年7月8日（1650年8月5日）（47）    | （弾正大弼）、石川忠総長男・憲之の父                                                                              |
| 石川忠総   | 本元忠総院殿日観神霊          | 天正10年（1582年）              | 慶安3年12月24日（1651年2月14日）（69） | （主殿頭）、大久保忠隣次男・母は石川家成の娘。石川家成養嗣子、美濃大垣藩主→豊後日田藩主→下総佐倉藩主→近江膳所藩主 |
| 石川忠総室 | 忍母法林院殿僊苑 寿信大姉尊儀 | -                               | 慶安元年8月8日（1649年9月24日）（-）   | 堀尾吉晴の娘 |
| 石川義孝   | 義孝院殿日意尊位              | 万治2年（1659年）               | 宝永7年9月2日（1710年10月23日）（52）  | （主殿頭）、石川憲之次男、山城淀藩主→伊勢亀山藩主石川家5代                                                        |
| 石川勝之   | 宝性院殿空山日住尊霊          | 延宝3年（1675年）               | 宝永3年1月27日（1706年3月11日）（32）  | （下野守）、石川昌能長男（憲之嫡孫）                                                                              |

大久保家（向かって左より）
| 氏名         | 戒名                 | 生年               | 没年                                     | 備考（官制名）                                                                         |
| ------------ | -------------------- | ------------------ | ---------------------------------------- | -------------------------------------------------------------------------------------- |
| 大久保忠世   | 慈父了源院殿日脱霊位 | 天文元年（1532年） | 文禄3年9月15日（1594年10月28日）（63）   | （相模守）、大久保忠員嫡男、相模小田原藩祖                                             |
| 大久保忠隣   | 凉池院殿道白霊位     | 天文22年（1553年） | 寛永5年6月27日（1628年7月28日）（76）    | （相模守）、大久保忠世嫡男、相模小田原藩主                                             |
| 大久保忠常   | 妙法院殿日性高霊     | 天正8年（1580年）  | 慶長16年10月10日（1611年11月14日）（32） | （加賀守）、大久保忠隣嫡男・石川忠総の兄、母は石川家成の娘。武蔵騎西藩主               |
| 大久保忠職   | 本源院殿日禅神儀     | 慶長9年（1604年）  | 寛文10年4月19日（1670年6月6日）（67）    | （加賀守）、大久保忠常嫡男、武蔵騎西藩主→美濃国加納藩主 →播磨国明石藩主→肥前国唐津藩主 |
| 大久保忠職室 | 慶光院殿日宗太姉     | -                  | 元禄5年9月24日（1692年11月2日）（-）     | 松平忠明の娘                                                                           |
| 大久保忠倫   | 正眼院殿日映霊位     | -                  | 寛文2年10月13日（1662年11月23日）（8）   | 大久保忠職次男                                                                         |
| 大久保新十郎 | 信了院殿日源霊位     | -                  | 承応2年1月4日（1653年2月1日）（4）       | 大久保忠職長男                                                                         |
| 宇津季之     | 法常院殿日傳霊儀     | -                  | 万治4年1月4日（1661年2月25日）（26）     | （主水）、大久保忠職三男                                                               |
| 大久保忠教   | 了真院殿日清         | 永禄3年（1560年）  | 寛永16年2月30日（1639年4月3日）（80）    | （彦左衛門尉）、大久保忠世の弟、大久保彦左衛門                                         |

画家岸駒（がんく）、俳人桜井梅室（ばいしつ）の墓がある。

## 法脈
宗祖日蓮から、日朗（六老僧）、日印（鎌倉殿中問答の勝者）、日静（上杉氏藤原北家出身、後に除歴）、日陣（門祖）と流れる法脈である。
日陣は、京にて法論させた日伝（六条門流）の元弟子で日陣に服した日登を当寺へ置き、本成寺へ戻って布教している。

## 文化財

### 重要文化財
- 寛性親王消息飜摺法華経 8巻
- 伏見天皇宸翰消息 1幅
- 後深草天皇宸翰消息（十二月九日）1幅

## 交通
京都御苑の清和院御門を出て、寺町通を少し北に進むと道の東側に南から、境内に「紫式部邸宅遺跡」がある廬山寺､「身代り不動」が有名な清浄華院、本禅寺の3寺が並ぶ。

## 総本山・本山・別院

### 総本山
- 長久山本成寺（新潟県三条市）（越後国）

### 当山以外の本山
- 東海本山　常霊山本興寺（静岡県湖西市）（遠江国）

### 別院
- 東京別院　徳栄山本妙寺（東京都豊島区）（武蔵国）
- 北陸別院　長松山本法寺（富山県富山市）（越中国）
- 霊跡別院　俎岩山蓮着寺（静岡県伊東市）（伊豆国）

## 旧末寺
塔頭
- 円龍院
- 詮量院
- 心城院